# 바냐도스-테이텔보임-사네이 블랙홀
이론물리학에서 BTZ 블랙홀(영어: BTZ black hole) 또는 바냐도스-테이텔보임-사네이 블랙홀(영어: Bañados–Teitelboim–Zanelli black hole)은 음의 우주 상수를 가진 3차원 일반 상대성 이론에서 존재하는 블랙홀이다.

## 역사
칠레의 물리학자인 막시모 바냐도스 리라(스페인어: Máximo Bañados Lira)와 클라우디오 모이세스 분스테르 바이츠만(스페인어: Claudio Moisés Bunster Weitzmann), 호르헤 사네이 이글레시아스(스페인어: Jorge Zanelli Iglesias)가 1992년에 발견하였다. 분스테르의 원래 이름은 테이텔보임(스페인어: Teitelboim)인데, 2005년에 ‘분스테르’로 개명하였다.

## 개론
3차원 시공간에서, 우주 상수가 0이거나 양인 경우 (더 시터르 공간), 블랙홀은 존재하지 않는다. 하지만 우주 상수가 음인 경우 (반 더 시터르 공간) 블랙홀이 존재할 수 있다. 이를 BTZ 블랙홀이라고 한다. 이는 일반적으로 전하 및 각운동량을 가질 수 있다. 털없음 정리가 BTZ 블랙홀에도 적용된다. 즉, BTZ 블랙홀은 질량, 전하, 각운동량 말고 다른 털을 가지지 않는다.
3차원 시공간에서는 바일 곡률 텐서가 0이다. 다시 말해, 다시 말해, 중력파가 존재하지 않고, 중력자는 국소적인 자유도를 가지지 않는다. 이에 따라 국소적기하학은 아인슈타인 방정식으로 완전히 결정된다. 우주 상수가 음인 경우, 진공은 항상 국소적으로 3차원 반 더 시터르 공간(AdS3)으로의 등거리변환이 존재한다. BTZ 블랙홀 역시 국소적으로 AdS3와 등거리이지만, 대역적(global)으로 AdS3와 다르다. 따라서, BTZ 블랙홀은 AdS3에 몫공간을 취하여 정의할 수 있다.
구체적으로, 전하를 갖지 않는 BTZ 블랙홀의 계량 텐서는 다음과 같다.:(1.1):152
{\displaystyle ds^{2}=-{\frac {(r^{2}-r_{+}^{2})(r^{2}-r_{-}^{2})}{R^{2}r^{2}}}c^{2}dt^{2}+{\frac {R^{2}r^{2}dr^{2}}{(r^{2}-r_{+}^{2})(r^{2}-r_{-}^{2})}}+r^{2}\left(d\phi -{\frac {r_{+}r_{-}}{Rr^{2}}}dt\right)^{2}}
여기서
- (t,r,ϕ)는 AdS3의 좌표 (ϕ는 2π 주기를 가짐)
- R은 AdS3 반지름
- r+는 블랙홀의 (외부) 사건 지평선
- r−는 블랙홀의 코시 지평선 (내부 사건 지평선)

이 블랙홀의 질량 M과 각운동량 J는 다음과 같이 주어진다.:(1.7)
{\displaystyle M={\frac {r_{+}^{2}+r_{-}^{2}}{8(G/c^{2})R^{2}}}}
{\displaystyle J={\frac {r_{+}r_{-}}{4(G/c^{3})R}}}
여기서 G는 3차원 중력 상수로, 그 단위는 제곱 속도 매 질량(m2/(s2·kg))이 된다.
AdS3 진공 상태
{\displaystyle ds^{2}=-{\frac {r^{2}+R^{2}}{R^{2}}}c^{2}dt^{2}+{\frac {R^{2}dr^{2}}{r^{2}+R^{2}}}+r^{2}d\phi ^{2}}
는 {\displaystyle M=-1/(8G/c^{2})}, {\displaystyle J=0}에 대응한다. 만약 {\displaystyle -1/(8G/c^{2})<M<0}일 경우, 이는 벌거숭이 특이점을 이루며, 우주 검열 가설에 의하여 실재하지 않는 것으로 여겨진다.

## 대전된 BTZ 블랙홀
편의상 {\displaystyle c=1}로 놓자. 질량 {\displaystyle M}, 전하 {\displaystyle Q}를 갖는 BTZ 블랙홀의 계량은 다음과 같다.:(8.1), (8.2)
{\displaystyle ds^{2}=-f(r)dt^{2}+{\frac {dr^{2}}{f(r)}}+r^{2}d\phi ^{2}}
{\displaystyle A_{0}(r)=-Q\ln(r/8G)}
여기서
{\displaystyle f(r)=-8GM+r^{2}/R^{2}-{\frac {1}{2}}Q^{2}\ln(r/8G)}
이다.

## 같이 보기
- 우주 끈